# Література абсурду
Література абсурду — це жанр літератури, найчастіше у формі новели, п'єси, поеми або фільму, який фокусується на досвіді персонажів в ситуаціях, коли вони не можуть знайти певної мети в житті. Найчастіше це зображається через гранично беззмістовні дії та події, які підважують істинність екзистенційних концептів на кшталт правди чи цінностей. У творах літератури абсурду є спільні елементи: сатира, чорний гумор, невідповідність фактів, зневаження розуму, протиріччя, що стосуються філософського стану буття «нічим». 
У творах літератури абсурду часто використовуються аґностичні й нігілістичні теми.
Хоч велика частка літератури абсурду й була за своєю природою гумористичною або ірраціональною, ані комедія, ані нісенітниці не є головною ознакою цього жанру. Такою ознакою радше можна назвати вивчення людської поведінки в умовах (неважливо, реалістичних чи фантастичних), які здаються безцільними, по-філософськи абсурдними. Література абсурду майже не засуджує персонажів або їхні вчинки. Висновки залишаються за глядачем. Так само, немає якоїсь конкретної «моралі», а розвиток персонажів — якщо він взагалі є — часто двозначний за своєю природою. Окрім того, на відміну від багатьох інших форм літератури, абсурдистські твори часто не мають традиційної структури сюжету (наприклад: зав'язка, розвиток дії, кульмінація, розв'язка тощо).

## Огляд
Жанр абсурду виріс з модерністської літератури кінця 19 — початку 20 сторіччя як пряма опозиція до вікторіанської літератури, що на той момент була основним літературним напрямом. На літературу абсурду значно вплинули нігілістичні й екзистенційні рухи у філософії, а також мистецькі рухи дадаїстів і сюрреалістів.
Психолоґи Університету Каліфорнії, Санта Барбари і Університету Британської Колумбії у 2009 році опублікували звіт, який показував, що читання абсурдистських казок покращувало здатність суб'єктів тестування знаходити закономірності. 

## Особистості
Відомі автори, що працювали в цьому напрямі:
- Едвард Олбі
- Семюел Беккет (e.g., Чекаючи на Ґодо)
- Альбер Камю
- Жан Жене (e.g., The Maids)
- Микола Гоголь
- Франц Кафка (e.g., «Перевтілення;» Процес; Замок)
- Харукі Муракамі
- Жан-Поль Сартр[5]
- Курт Воннеґут
- Кобо Абе
- Даниїл Хармс

Окремі абсурдистські твори:
- Діно Буццаті's The Tartar Steppe
- Ralph Ellison's Invisible Man
- Джозеф Геллер's Пастка-22
- Томас Пінчон's V.
- П'єси Ежена Йонеско (e.g., The Bald Soprano; The Lesson)
- Ранні п'єси Гарольда Пінтера
- Деякі роботи Тома Стоппарда (e.g., Розенкранц і Гільденстерн мертві)[6]
- «Варіанти вибору» Роберта Шеклі

Відомі абсурдистські режисери:
- Інґмар Берґман[7]
- Луїс Бунюель[8]
- Брати Коени[9]